# ウィリアム・エヴァンス＝フリーク (第8代カーベリー男爵)
第8代カーベリー男爵ウィリアム・チャールズ・エヴァンス＝フリーク（William Charles Evans-Freke, 8th Baron Carbery、1812年5月24日 – 1894年11月7日）は、アイルランド貴族。保守党に属し、アイルランド貴族代表議員、ラトランド州長官を務めた。

## 生涯
パーシー・エヴァンス＝フリーク（Percy Evans-Freke、1774年4月 – 1844年9月9日、初代準男爵サー・ジョン・フリークの三男）と妻ドロシア（1835年3月26日没、聖職者クリストファー・ハーヴィーの娘）の四男として、1812年5月24日に生まれた。
1862年、ラトランド州長官を務めた。
1889年11月25日に兄ジョージ・パトリック・パーシーが死去すると、カーベリー男爵位を継承した。1891年8月3日にアイルランド貴族代表議員に選出され、1894年に死去するまで務めた。貴族院では保守党に属した。
1894年11月7日、気管支炎によりノーサンプトンシャーのラクストン・ホールで死去、長男アルジャーノン・ウィリアム・ジョージが爵位を継承した。

## 家族
1840年4月23日、ソフィア・シェラード（Sophia Sherard、1795年11月16日 – 1851年9月23日、第5代ハーバラ伯爵フィリップ・シェラードの娘、第6代準男爵サー・トマス・ウィッチコートの未亡人）と結婚したが、2人の間に子供はいなかった。
1866年12月15日、ヴィクトリア・セシル（Victoria Cecil、1843年11月6日 – 1932年2月22日、第2代エクセター侯爵ブラウンロー・セシルの娘）と再婚、3男をもうけた。
- アルジャーノン・ウィリアム・ジョージ（1868年9月9日 – 1898年6月12日） - 第9代カーベリー男爵[1]
- パーシー・セシル（1871年5月19日 – 1915年5月13日） - 1895年7月24日、エヴァ・カーワン（Eva Kirwan、1942年12月3日没[5]、チャールズ・カーワンの娘）と結婚、1女をもうけた。第一次世界大戦で戦死[2]
- セシル・モンタギュー（1876年9月3日 – 1900年6月15日） - 第二次ボーア戦争で戦死[2]